# Löchgau
Löchgau ist eine Gemeinde im Landkreis Ludwigsburg. Sie gehört zur Region Stuttgart (bis 1992 Region Mittlerer Neckar) und zur europäischen Metropolregion Stuttgart.

## Geographie

### Geographische Lage
Die Gemeinde Löchgau liegt im südwestlichen Neckarbecken im Teilnaturraum Metter-Platte in der recht flachen Talmulde des zur Enz laufenden Steinbachs, der wenig nach der Gemeindegrenze in der östlichen Nachbarstadt mündet.

### Gemeindegliederung
Zur Gemeinde Löchgau gehören das Dorf Löchgau, der Weiler Weißenhof und das Gehöft Petershöfe.

### Nachbargemeinden
Das Gemeindegebiet von Löchgau grenzt reihum an die Gemeinden Freudental im Nordwesten, Erligheim im Norden, die Stadt Bönnigheim im Nordnordosten und die Gemeinde Walheim im Nordosten, weiter an die Städte Besigheim im Südosten, Bietigheim-Bissingen im Süden und Sachsenheim im Südwesten. Alle Nachbarkommunen liegen ebenfalls im Landkreis Ludwigsburg.

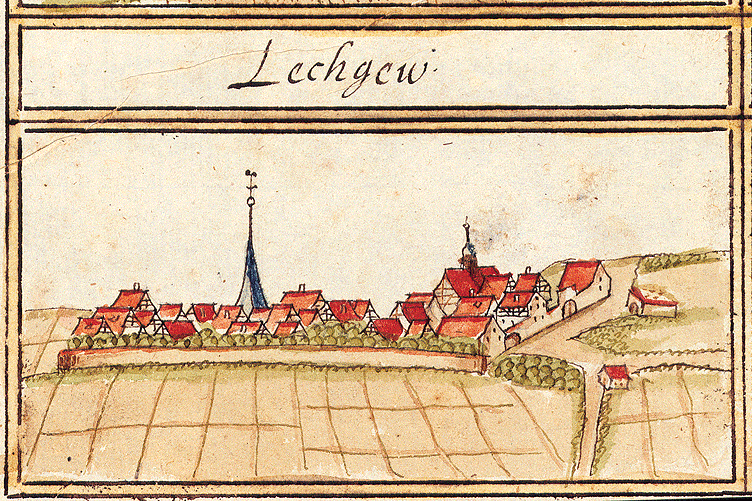
Ansicht von Löchgau aus den Forstlagerbüchern von Andreas Kieser, ca. 1680

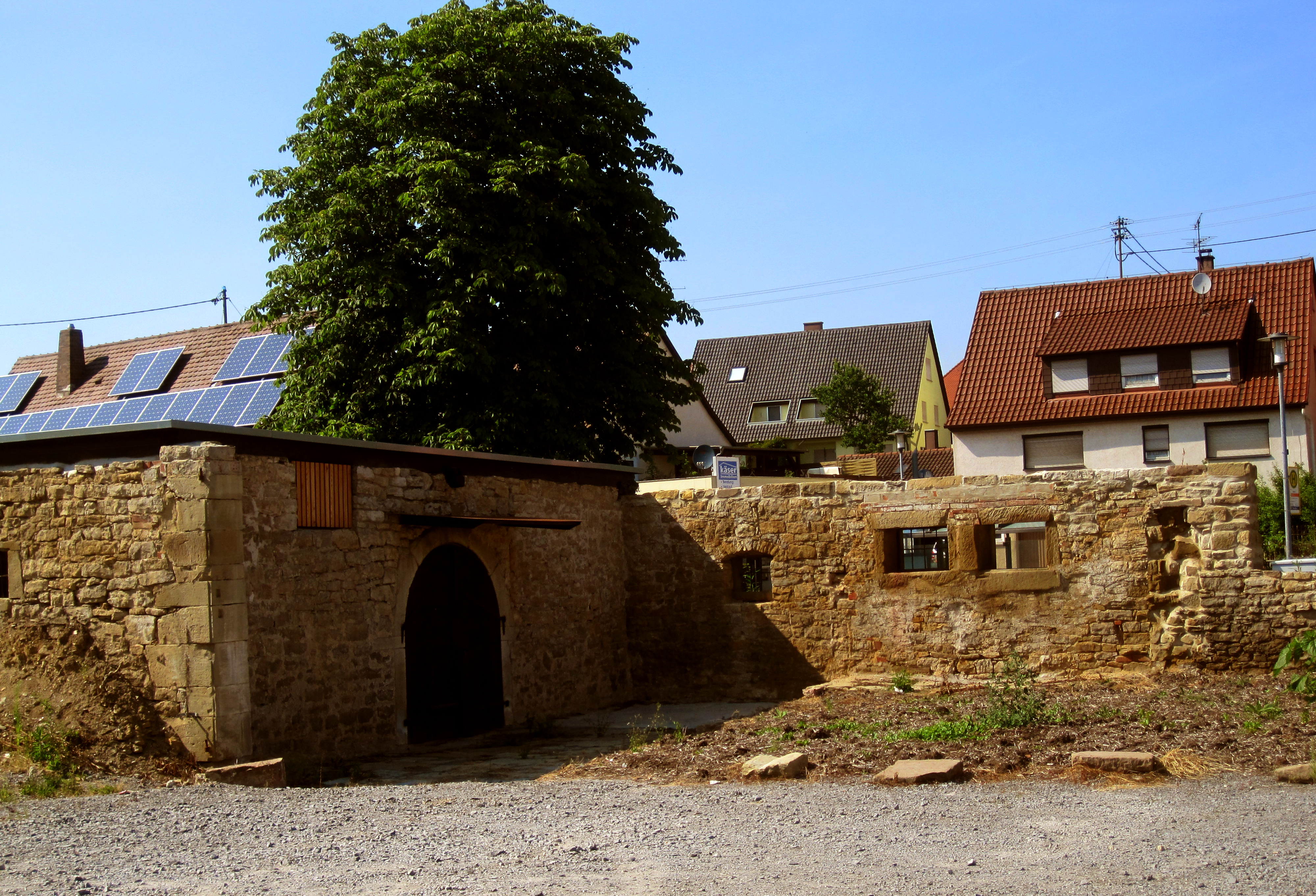
Frühneuzeitlicher Keller auf dem Sonnenareal

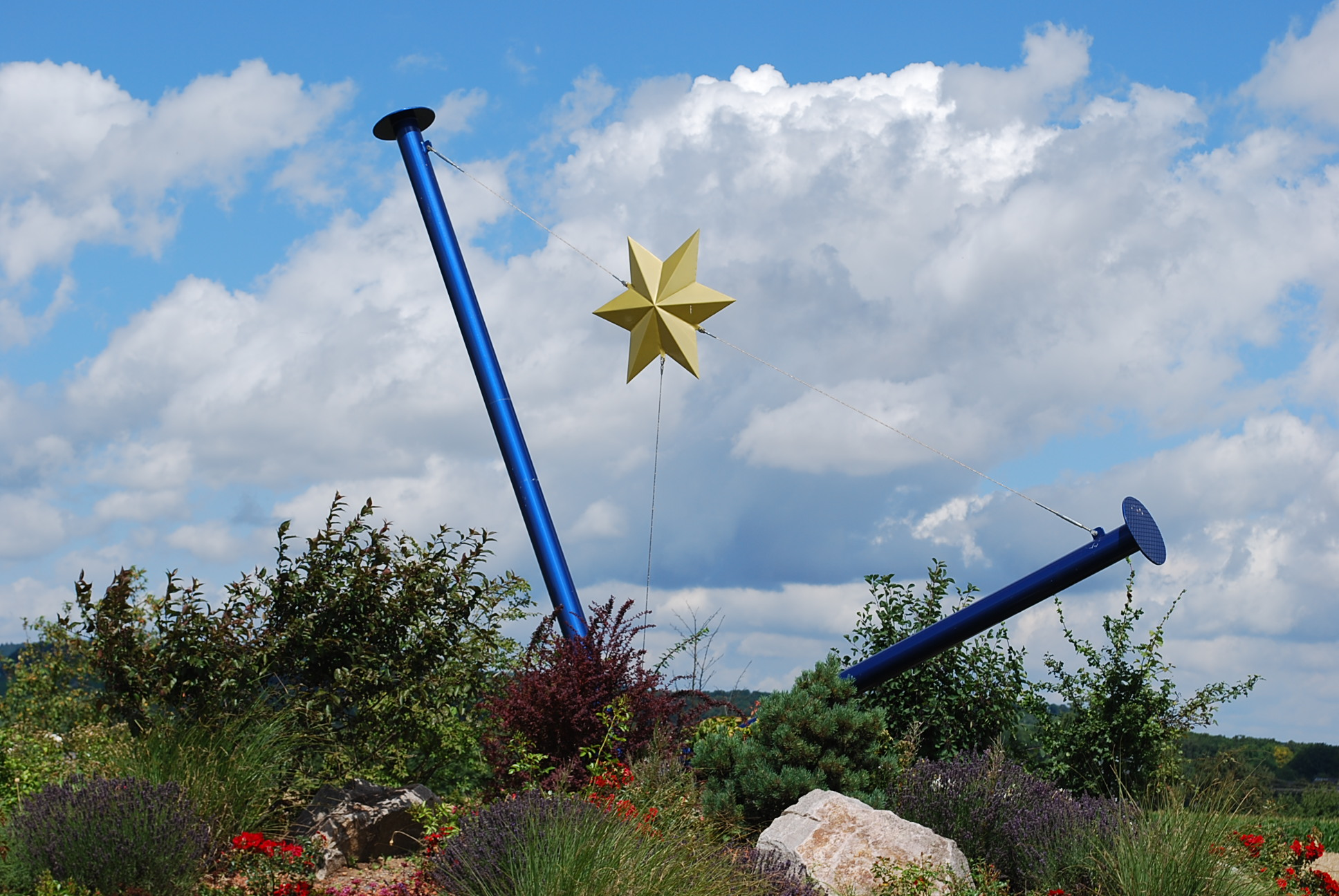
Verkehrskreisel in Richtung Bietigheim-Bissingen

### Flächenaufteilung
Nach Daten des Statistischen Landesamtes, Stand 2014.

## Geschichte

### Chronik
Die erste urkundliche Erwähnung Löchgaus findet sich in einer gefälschten Schenkungsurkunde. Darin wird beurkundet, dass der Bischof von Speyer im Jahre 1147 die Peterskirche von Löchgau an das Kloster Maulbronn verschenkt habe, nachdem er sie zuvor von einem in Löchgau ansässigen Adligen namens Beringer gekauft haben soll. Im Jahr 1244 übergab das Kloster Maulbronn die Kirche in Löchgau an das Domstift Speyer.
Im Jahre 1484 kam das kurpfälzische Viertel von Löchgau in württembergischen Besitz, als es gegen den württembergischen Anteil von Ingersheim getauscht wurde. Herzog Ulrich von Württemberg erwarb 1506 ein weiteres Viertel des Dorfes von Konrad Schenk von Winterstetten im Tausch gegen Freudental. 1529 kaufte Markgraf Philipp I. von Baden seine Besitzungen in und um Besigheim zurück und erhielt dabei die Hälfte des Dorfes Löchgau. Bis 1595 war Löchgau somit halb badisch, halb württembergisch.
1530 wurde die ellipsenförmige Dorfmauer mit dem vorgelagerten Graben sowie drei Tortürmen erstmals urkundlich erwähnt. 1984 wurden die Überreste der Mauer als Kulturdenkmal ausgewiesen.
1534 wurde Löchgau evangelisch.
1579 wurde die Zehntscheune vom Domstift Speyer errichtet.
1595 kaufte Herzog Friedrich I. von Württemberg die zweite Hälfte von Löchgau zusammen mit den badischen Ämtern Mundelsheim und Besigheim von Markgraf Ernst Friedrich von Baden-Durlach, so dass Löchgau, das damit zum Amt Besigheim gehörte, nun vollständig in den Besitz Württembergs kam.
Aus spätestens Anfang des 17. Jahrhunderts stammt ein aus Feldsteinen erbauter, teilweise oberirdisch liegender Keller, der einst zum Gasthaus Krone gehörte. Der Keller liegt außerhalb der Ortsmauern gegenüber der Krone, auf dem späteren Areal des Gasthauses Sonne, westlich der Landesstraße. Da der Keller nah an der Wette lag, einem seichten Übergang des Steinbachs, der als Furt bzw. Pferdewasch- und -tränkplatz benutzt wurde, konnte er nicht tief in den Boden gesetzt werden.
Zunächst befand sich das Löchgauer Rathaus in der Brunnengasse, bis 1602 ein zweigeschossiger Fachwerkbau in der Hauptstraße erstellt wurde.
1604 erfolgte der Bau der Pfarrscheuer, die im August 1686, ebenso wie die Zehntscheune, aufgrund eines Blitzschlages niederbrannte, ein Jahr später jedoch wieder aufgebaut wurde.
1618 bis 1648 währte der Dreißigjährige Krieg, in dessen Verlauf in Löchgau 110 Familien ausstarben.
Ab 1650 gehörte Löchgau ausschließlich zum Amt Bietigheim und hatte alle Abgaben dorthin zu entrichten.
1739 entstand der zwei Kilometer südlich von Löchgau gelegene Weiler Weißenhof, als zwei Brüder aus Löchgau, Jakob und Hans-Jörg Weiß, auf den Ruinen eines ehemaligen römischen Gutshofes ihren Bauernhof erbauten. Am 3. November 1799 bedrohten französische Truppen bei Löchgau die Stadt Ludwigsburg, wurden aber von österreichischen Truppen zurückgeschlagen.
1802 wurde an der Wette eine Brücke über den Steinbach gebaut und die beiden westlichen Tore abgebrochen. Der große Wetteplatz neben dem Gasthof Sonne und unterhalb der 1407 erstmals urkundlich erwähnten Kelter wurde als Weinumschlagplatz genutzt. Der Wettebrunnen konnte über Deicheln durch eine westlich des Ortes liegende Brunnenstube versorgt werden.
1806 wurde der altwürttembergische Ort Löchgau Bestandteil des neu gegründeten Königreichs Württemberg.
1810 kam Löchgau gemäß der neuen Verwaltungsgliederung Württembergs zum Oberamt Besigheim.
1816 bis 1817 wanderten viele Löchgauer aufgrund einer Hungersnot aus, die im Jahr ohne Sommer auftrat.
1819 wurde außerhalb der Dorfmauer, gegenüber dem Bietigheimer Tor, das Gasthaus Sonne erbaut. Die bedeutende Handelsstraße zwischen Stuttgart und Frankfurt trennte das Dorf vom neuen Gasthaus, das zur Herberge der Reisenden diente. Auf dem einst zur Krone gehörenden Keller wurde eine Scheune errichtet, auf einem weiteren Keller wurde 1926 der Festsaal der Sonne erbaut. Beide Keller können in heutiger Zeit im Rahmen einer Kellertour besichtigt werden.
1820 wurde das Besigheimer Tor, der östliche Dorfabschluss, beseitigt. Um 1850 ist die Einwohnerzahl wieder auf die Zahl vor dem Dreißigjährigen Krieg angestiegen. 1851 wurde die Zahlung des Zehnten abgeschafft.
1875 erfolgte die Gründung der Nagelfabrik.
Mit der Kreisreform während der NS-Zeit in Württemberg kam der Ort 1938 zum Landkreis Ludwigsburg.
1945 wurde der Ort Teil der Amerikanischen Besatzungszone und gehörte somit zum neu gegründeten Land Württemberg-Baden, das 1952 im jetzigen Bundesland Baden-Württemberg aufging.
1970 wurden die über den Steinbach führenden Brücken im Bereich der Ortsmitte beseitigt, die Richtung Bach liegenden kleinen Gärten entfernt und der Steinbach zu großen Teilen verdolt. Ein Teil der Ortsmauer musste ebenfalls zugunsten der verkehrsträchtigen Besigheimer Straße weichen.
1999 wurde die südliche Umgehungsstraße erbaut und die Besigheimer Straße verkehrsberuhigt.
Im August 2011 wurden sämtliche Gebäude des Gasthauses Sonne beseitigt, sodass Punkt 2 des Historischen Dorfrundgangs nicht mehr existiert. Nur die beiden Keller aus dem 17. und 20. Jahrhundert und eine nach Norden, entlang des Steinbachs verlaufende Außenmauer blieben von der gesamten Hofanlage erhalten. Die beiden Keller wurden mit neuem Dach bzw. einem Vorbau versehen und gepflegt. Sie wurden 2016 zugunsten eines Norma abgerissen.

### Einwohnerentwicklung
Die Einwohnerzahlen nach dem jeweiligen Gebietsstand sind Schätzungen, Volkszählungsergebnisse (¹) oder amtliche Fortschreibungen des Statistischen Landesamtes Baden-Württemberg (nur Hauptwohnsitze).
| Löchgau: Einwohnerzahlen von 1545 bis 2023                | Löchgau: Einwohnerzahlen von 1545 bis 2023 | Löchgau: Einwohnerzahlen von 1545 bis 2023 | Löchgau: Einwohnerzahlen von 1545 bis 2023 | Löchgau: Einwohnerzahlen von 1545 bis 2023 |
| --------------------------------------------------------- | ------------------------------------------ | ------------------------------------------ | ------------------------------------------ | ------------------------------------------ |
| Jahr                                                      |                                            |                                            |                                            | Einwohner                                  |
| 1545                                                      | 1545                                       |                                            | 605                                        | 605                                        |
| 1605                                                      | 1605                                       |                                            | 780                                        | 780                                        |
| 1634                                                      | 1634                                       |                                            | 180                                        | 180                                        |
| 1652                                                      | 1652                                       |                                            | 33                                         | 33                                         |
| 1655                                                      | 1655                                       |                                            | 52                                         | 52                                         |
| 1661                                                      | 1661                                       |                                            | 220                                        | 220                                        |
| 1703                                                      | 1703                                       |                                            | 500                                        | 500                                        |
| 1724                                                      | 1724                                       |                                            | 614                                        | 614                                        |
| 1787                                                      | 1787                                       |                                            | 1.039                                      | 1.039                                      |
| 1797                                                      | 1797                                       |                                            | 996                                        | 996                                        |
| 1802                                                      | 1802                                       |                                            | 1.005                                      | 1.005                                      |
| 1809                                                      | 1809                                       |                                            | 1.214                                      | 1.214                                      |
| 1871                                                      | 1871                                       |                                            | 1.276                                      | 1.276                                      |
| 1880                                                      | 1880                                       |                                            | 1.335                                      | 1.335                                      |
| 1900                                                      | 1900                                       |                                            | 1.269                                      | 1.269                                      |
| 1925                                                      | 1925                                       |                                            | 1.512                                      | 1.512                                      |
| 1939                                                      | 1939                                       |                                            | 1.512                                      | 1.512                                      |
| 1950                                                      | 1950                                       |                                            | 2.221                                      | 2.221                                      |
| 1961                                                      | 1961                                       |                                            | 2.754                                      | 2.754                                      |
| 1970                                                      | 1970                                       |                                            | 3.881                                      | 3.881                                      |
| 1980                                                      | 1980                                       |                                            | 4.374                                      | 4.374                                      |
| 1987                                                      | 1987                                       |                                            | 4.410                                      | 4.410                                      |
| 1990                                                      | 1990                                       |                                            | 4.938                                      | 4.938                                      |
| 1995                                                      | 1995                                       |                                            | 4.880                                      | 4.880                                      |
| 2000                                                      | 2000                                       |                                            | 5.262                                      | 5.262                                      |
| 2005                                                      | 2005                                       |                                            | 5.326                                      | 5.326                                      |
| 2010                                                      | 2010                                       |                                            | 5.371                                      | 5.371                                      |
| 2015                                                      | 2015                                       |                                            | 5.536                                      | 5.536                                      |
| 2020                                                      | 2020                                       |                                            | 5.600                                      | 5.600                                      |
| 2023                                                      | 2023                                       |                                            | 5.778                                      | 5.778                                      |
| Anm.: 1871 bis 1970 und 1987: Ergebnisse der Volkszählung |                                            |                                            |                                            |                                            |

## Politik

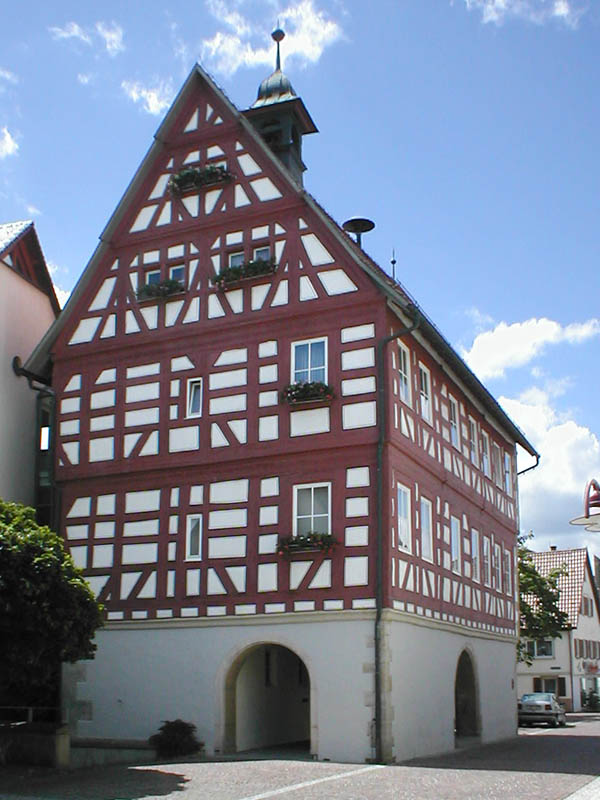
Rathaus von Löchgau

### Gemeinderat
Der Gemeinderat in Löchgau besteht aus den 14 gewählten ehrenamtlichen Gemeinderäten und dem Bürgermeister als Vorsitzendem. Der Bürgermeister ist im Gemeinderat stimmberechtigt.
Die Kommunalwahl am 9. Juni 2024 führte zu folgendem Ergebnis. 
| Parteien und Wählergemeinschaften | Parteien und Wählergemeinschaften           | % 2024  | Sitze 2024 | % 2019 | Sitze 2019 |
| FW                                | Freie Wähler Löchgau                        | 44,66   | 6          | 40,62  | 6          |
| CDU                               | Christlich Demokratische Union Deutschlands | 31,91   | 5          | 36,33  | 5          |
| SPD                               | Sozialdemokratische Partei Deutschlands     | 23,43   | 3          | 23,05  | 3          |
| Gesamt                            | Gesamt                                      | 100     | 14         | 100    | 14         |
| Wahlbeteiligung                   | Wahlbeteiligung                             | 66,85 % | 66,85 %    | 54,5 % | 54,5 %     |

### Wappen und Flagge
Das Gemeindewappen zeigt in Blau den goldenen Großbuchstaben L, links oben einen sechsstrahligen goldenen Stern. Die Gemeindeflagge in den Farben Gelb-Blau wurde am 12. März 1980 verliehen.

## Kultur und Sehenswürdigkeiten

### Museen
Der Grundstock des 1998 eröffneten technikgeschichtlichen „Nagelmuseums“ geht auf die 4.500 Nageltypen umfassende Mustersammlung des Unternehmens Röcker zurück. Das Unternehmen produzierte fast hundert Jahre lang, von 1876 bis 1974, in Löchgau. Ausgehend von dieser Sammlung hat der Arbeitskreis Dorfbild Löchgau eine Dauerausstellung zur Geschichte des Nagels eingerichtet und textliche und bildliche Zeugnisse, die in Verbindung zum Thema Nagel stehen, zusammengetragen. Darüber hinaus wird eine Kuriositätensammlung gezeigt. Seit dem 15. Mai 2011 hat das Nagelmuseum neue Räume in der historischen Hofanlage in der Oberen Straße 8 bezogen.

### Bauwerke

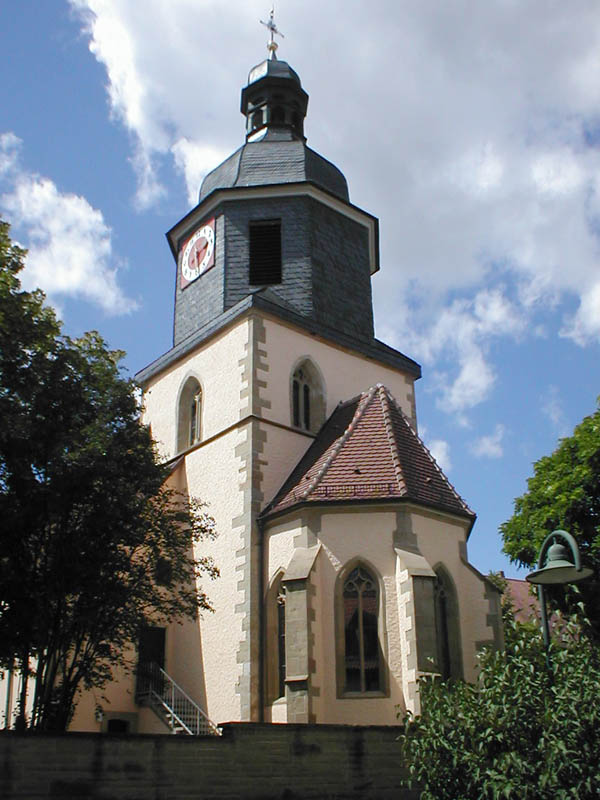
Peterskirche

- Die Peterskirche wurde bereits 1147 erwähnt. Die ältesten Bauteile der Kirche datieren aus dem 13./14. Jahrhundert, der Turm erhielt 1756/76 seine heutige Gestalt. Die moderne Orgel baute Richard Rensch 1959.
- Bei der Kirche befindet sich das evangelische Pfarrhaus, dessen Kellergewölbe auf 1746 datiert ist und hinter dem sich die Zehntscheuer von 1576 befindet, an die 1604 noch die Pfarrscheuer angebaut wurde.
- Die historische Ortsmitte um die Kirche wird ergänzt vom Alten Schulhaus, das 1852 anstelle des ersten Schulhauses von 1682 errichtet wurde und bis in die 1950er Jahre als Schule fungierte. In seiner Nachbarschaft befindet sich noch ein historisches Wohnhaus von 1614 mit markanter neuerer Laube aus der Zeit des Jugendstils.
- Das Rathaus wurde 1602 in Fachwerktechnik errichtet. Im Erdgeschoss des Gebäudes befand sich einst die Markthalle. 1988 wurde das Gebäude durch einen Anbau erweitert.
- Die Dorfummauerung wurde 1530 erstmals erwähnt und ist heute noch in Teilen erhalten. Diese massive Befestigung ist eine Besonderheit, da üblicherweise nur Städte ummauert wurden, während Dörfer sonst lediglich von einem Holzzaun oder Hecken umgeben waren.

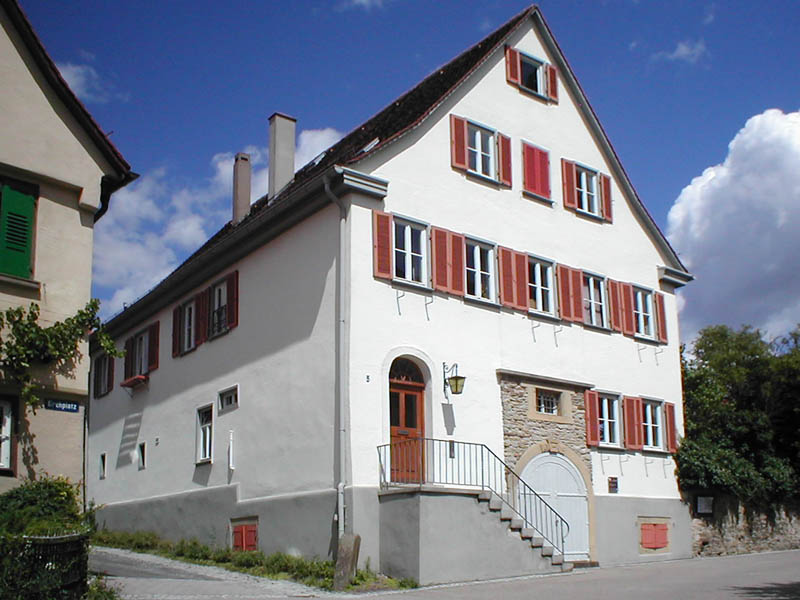
Pfarrhaus von 1746
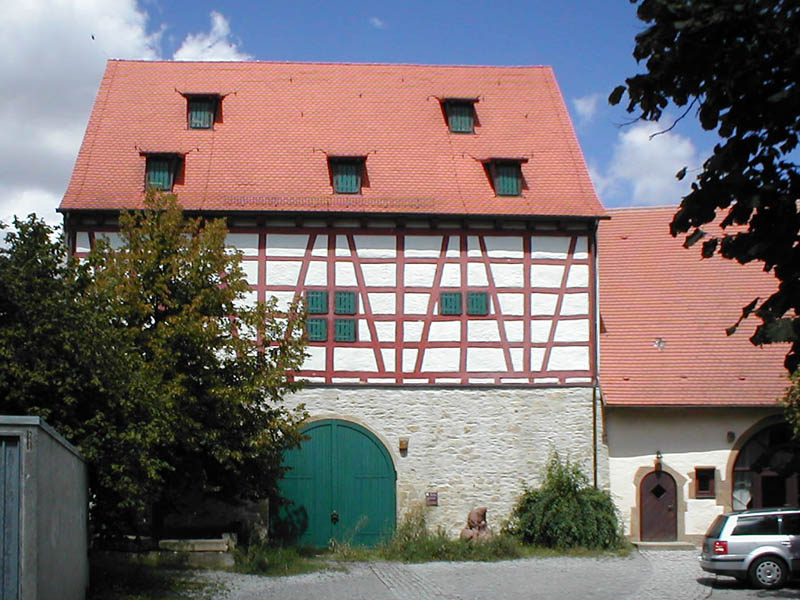
Zehntscheuer von 1576
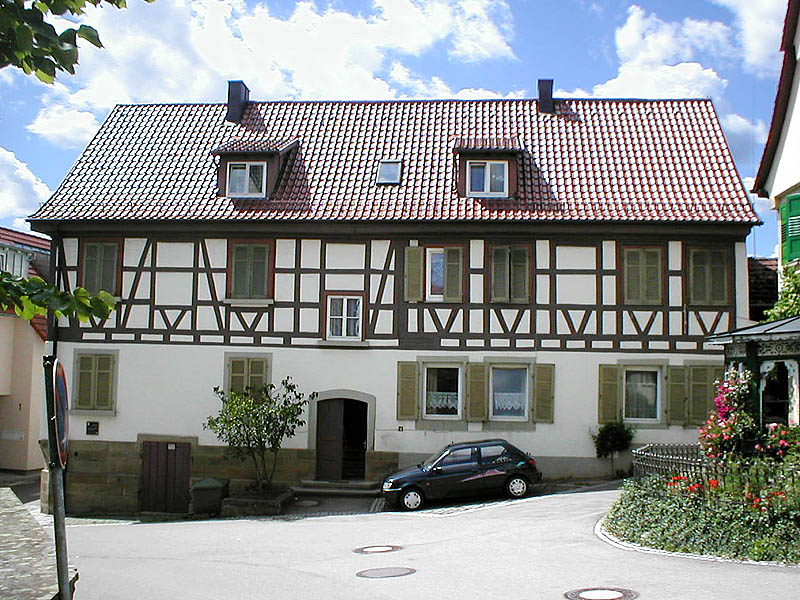
Schulhaus von 1852
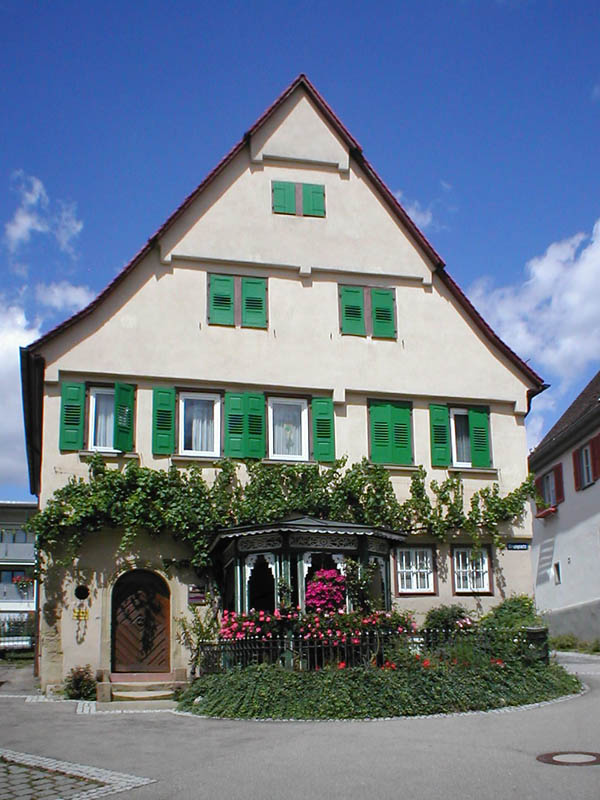
Bürgerhaus von 1614

- Die Alte Kelter wurde bereits 1407 erwähnt. In dem 1980 renovierten Gebäude befindet sich heute eine Gaststätte
- Der Gutshof des Oberst Mösel wurde um 1600 errichtet. Der Erker des Gebäudes wurde 1871 angebaut, der Stall datiert von 1886.
- Die historische Schmiede stammt aus der Zeit um 1800.
- Am Rand der historischen Ortsmitte befanden sich die historischen Gasthöfe Krone und Sonne. Der Gasthof Krone wurde auf den Überresten der Dorfmauer errichtet und beherbergt noch heute ein Lokal. Der Gasthof Sonne datiert von 1819 wurde im August 2011 bis auf die nördliche Außenmauer, einem 1926 aus behauenen Steinen erbauten Keller, der unter dem Sonnensaal lag und einem aus Feldsteinen erbauten Keller aus dem frühen 17. Jahrhundert abgerissen. 2015 sollen auch diese Gebäude abgerissen werden, zugunsten einer Norma-Filiale.

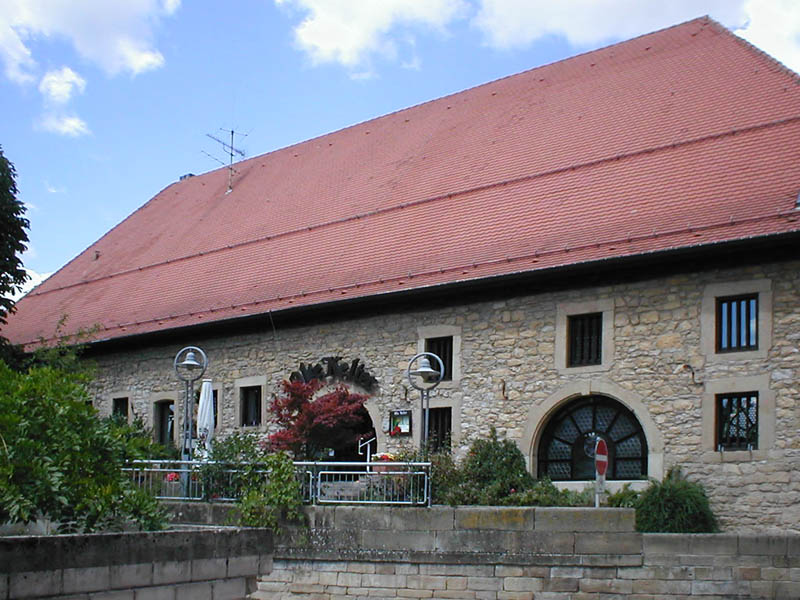
Alte Kelter
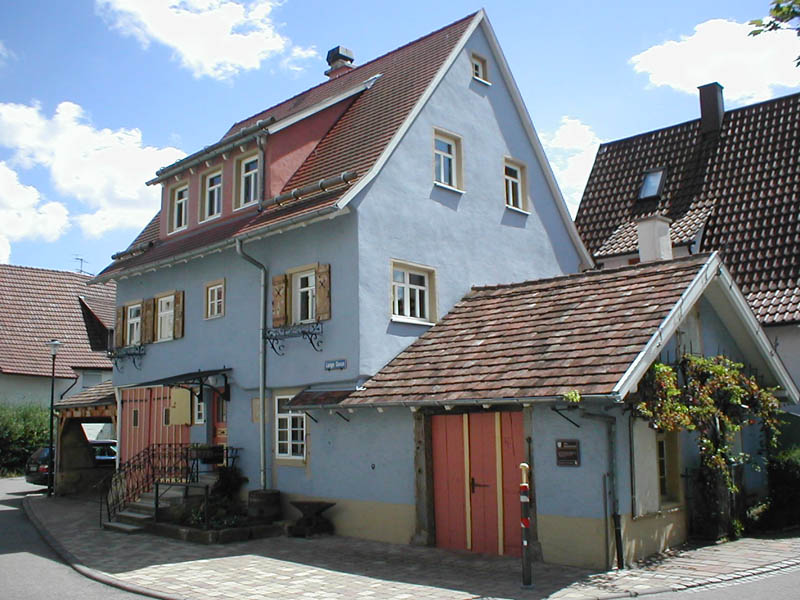
Schmiede um 1800
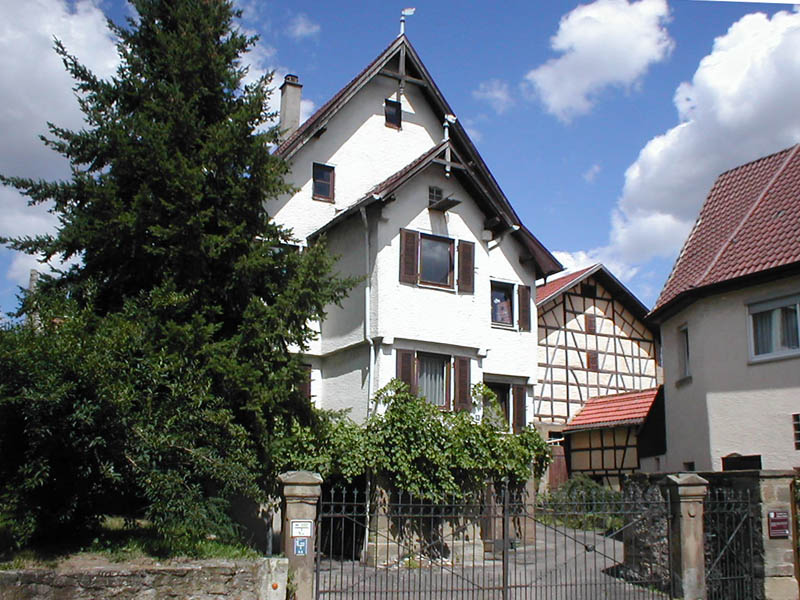
Gutshof Mösel
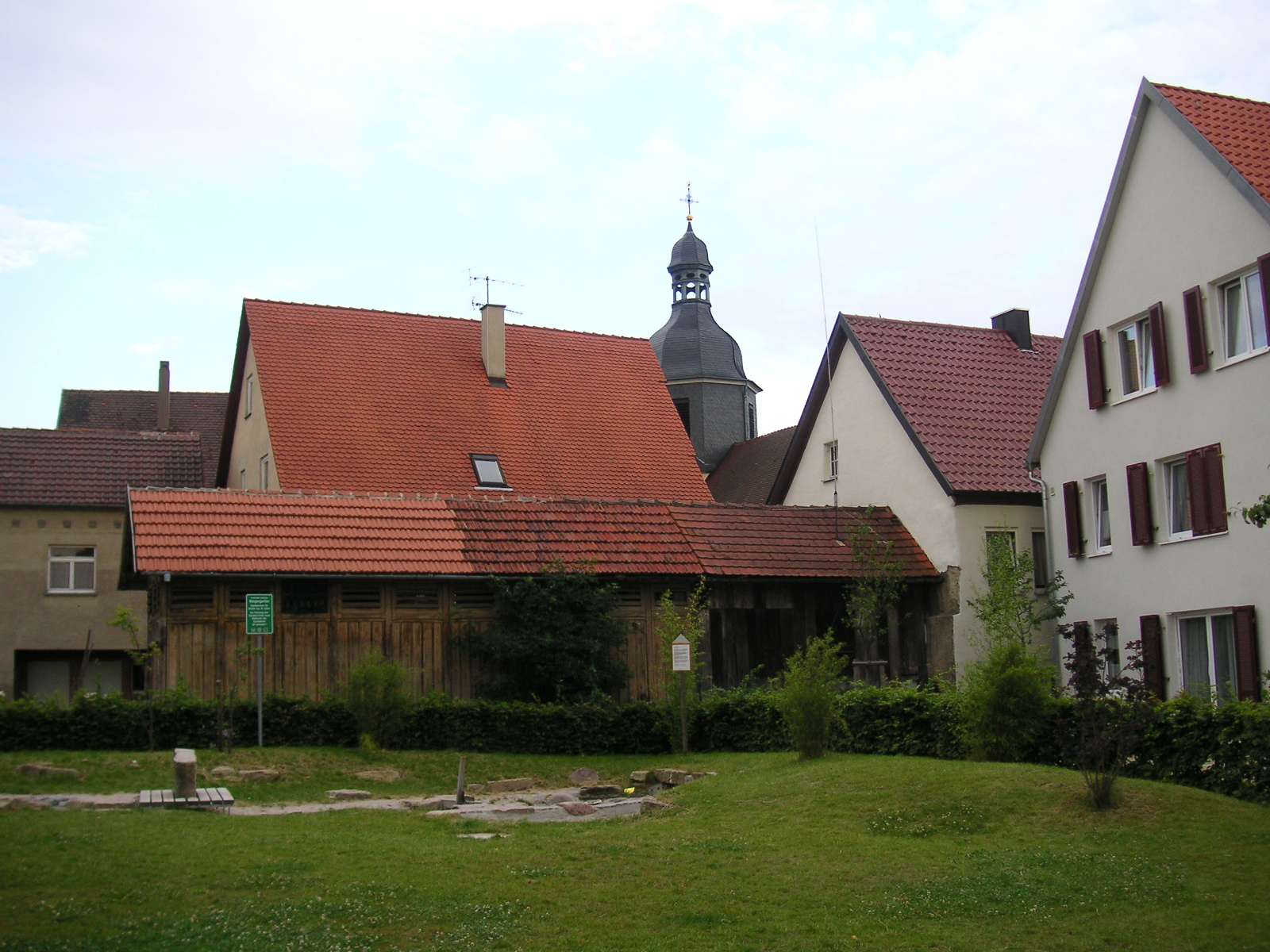
Bürgergarten

### Skulpturen

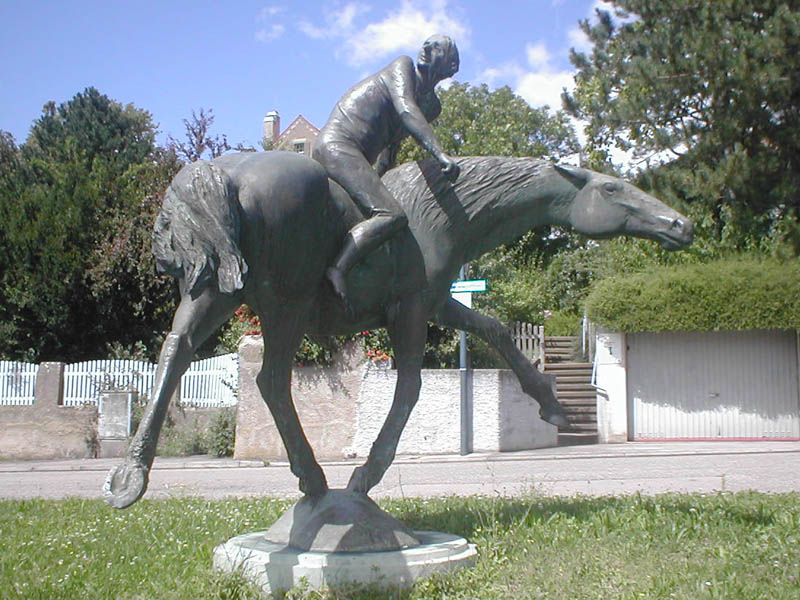
„Lörracher Reiter“

Löchgau ist reich an Brunnen und Skulpturen, von denen die meisten vom ortsansässigen Künstler Karl-Henning Seemann stammen: eine Kreuzigungsgruppe am Westgiebel der Peterskirche, der Rathausbrunnen sowie die Skulptur „Der Weinskandal“ auf dem Rathausplatz, der „Lörracher Reiter“ und die Skulptur „Reinecke Fuchs“ am Ortsausgang nach Besigheim sowie die Treppenplastik im Bürgergarten und der „Hasenropferbrunnen“.

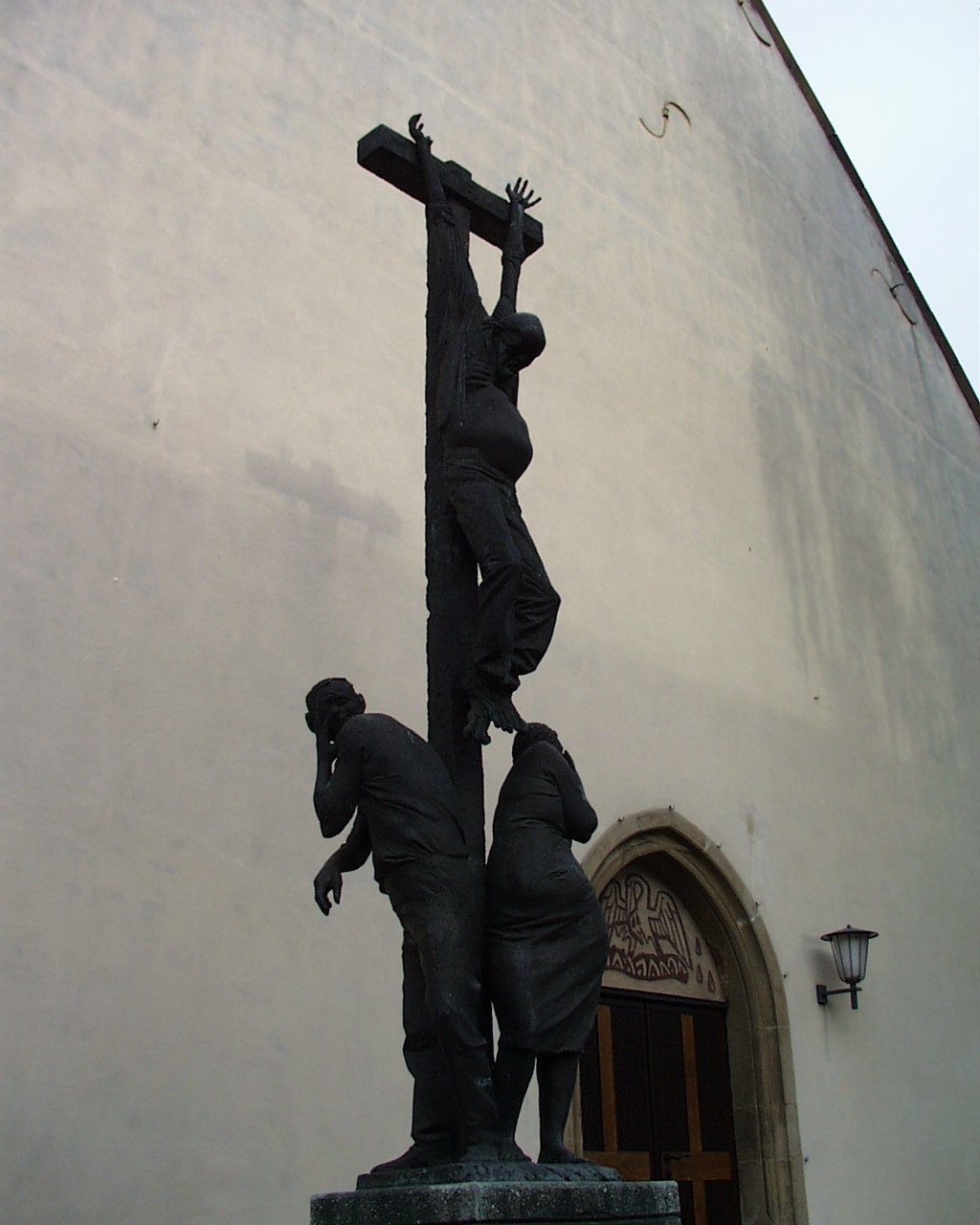
Kreuzigungsgruppe vor der Peterskirche
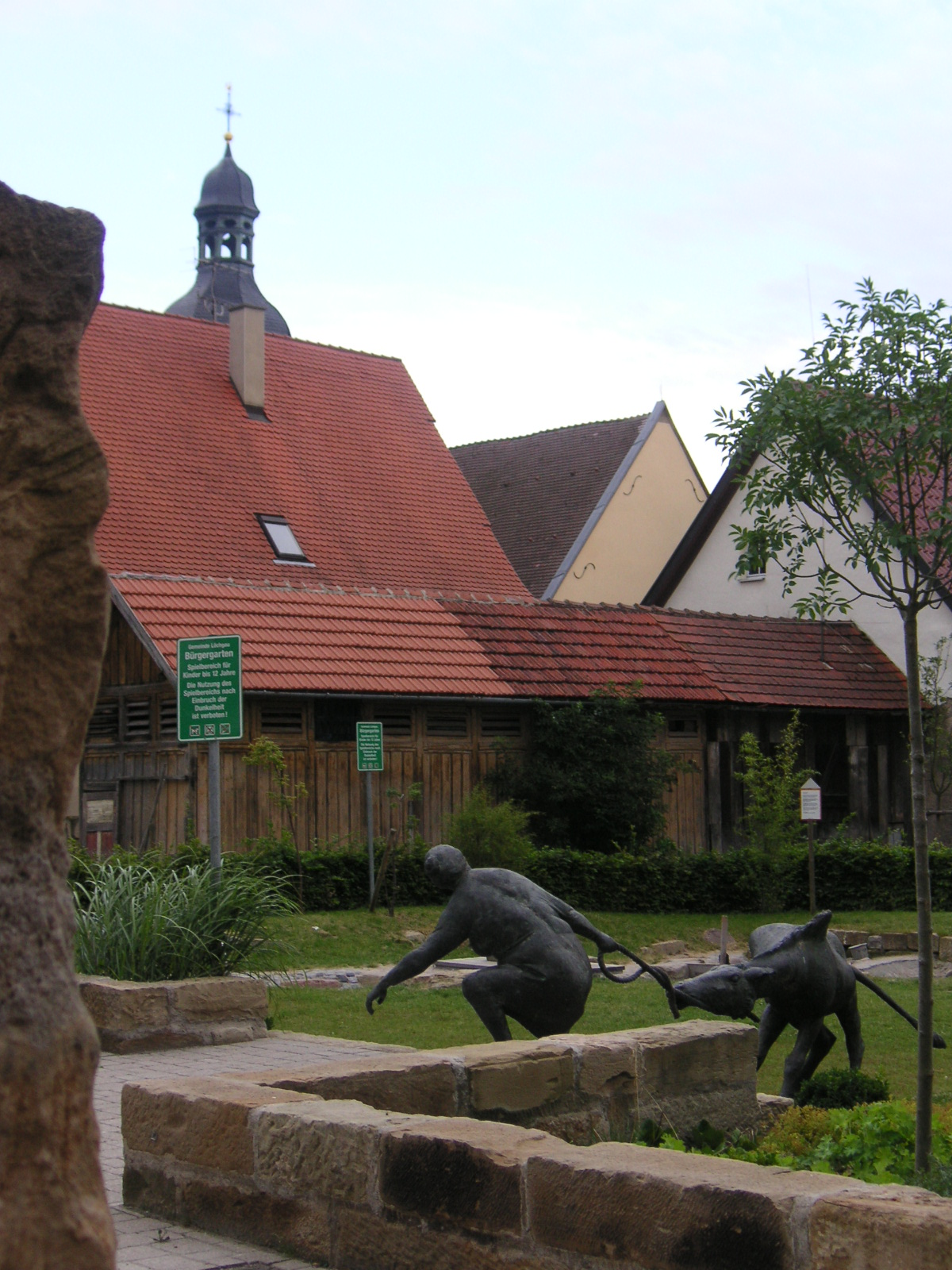
Treppenplastik im Bürgergarten
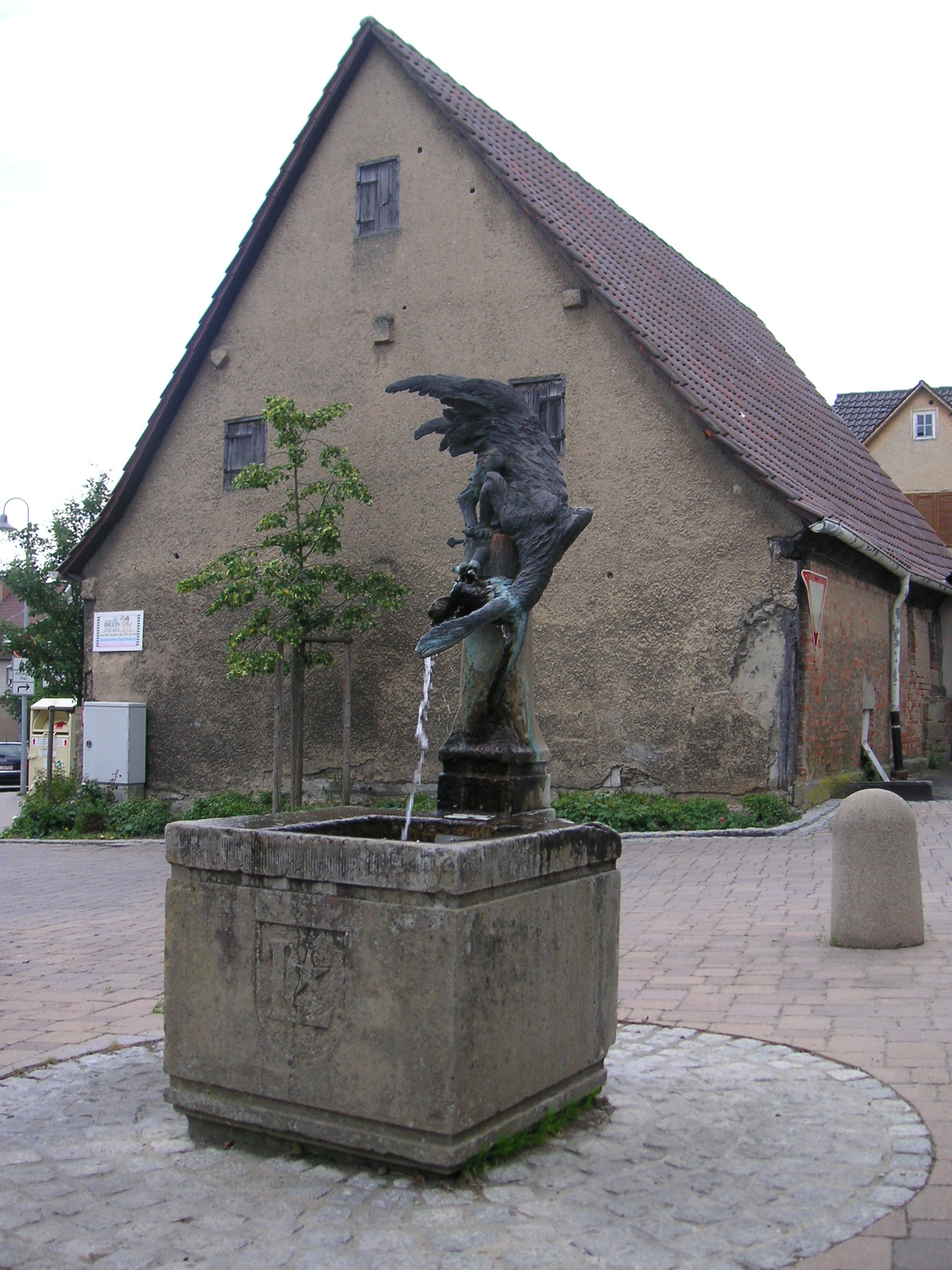
Hasenropferbrunnen

### Regelmäßige Veranstaltungen
- Hasenropferfest
- Weißenhoffest
- Löchgauer Weindorf rund um den Marktplatz
- Flugfest Löchgau
- Krämermarkt – jeweils ein Markt im Frühjahr und Herbst

## Wirtschaft und Infrastruktur
Löchgau ist ein Weinbauort, dessen Lagen zur Großlage Schalkstein im Bereich Württembergisch Unterland des Weinbaugebietes Württemberg gehören.

### Verkehr
In Löchgau gibt es das Segelfluggelände Löchgau.

### Öffentliche Einrichtungen
Es gibt ein Alten- und Pflegeheim der kreiseigenen Kleeblatt Pflegeheime. Die Gemeinde Löchgau betreibt in eigener Trägerschaft die drei Kindergärten im Birken-, Lilienweg und in der Beethovenstraße, sowie das Kinderhaus Hasennest in der Schulstraße.

### Ver- und Entsorgung
Das Strom- und Gasnetz in der Gemeinde wird von der Netze BW GmbH betrieben. Das Trinkwasser wird von der Besigheimer Wasserversorgungsgruppe bezogen.

## Persönlichkeiten

### Söhne und Töchter der Gemeinde
- Jakob Löffler (1582–1638), württembergischer Kanzler
- Johann Conrad Creiling (1673–1752), Professor der mathematischen Wissenschaften und der Naturphilosophie in Tübingen, Wunderdoktor
- Heinrich Michael Edelmann (1806–1874), stellvertretender württembergischer Kriegsminister
- Wilhelm Heinrich Armbruster (1827–1848), Metzgergeselle, Mörder, letzte in Württemberg öffentlich hingerichtete Person.[8]
- Wilhelm Bechtle (1906–1971), Politiker (KPD, MdL Baden-Württemberg)
- Reinhold Bechtle (1907–1938), gestorben im KZ Welzheim, Schneider, KPD-Mitglied, Widerstandskämpfer gegen die NS-Diktatur

### Weitere Persönlichkeiten, die mit der Gemeinde in Verbindung stehen
- Christoph Fahrner (1616–1688?), Schultheiß von Löchgau, speyerischer Domstiftschaffner, Heilmittelhersteller und Chemiker
- Gustav Hoffmann (1875–1952), evangelischer Pfarrer, Geschichtsforscher
- Karl-Henning Seemann (1934–2023), bildender Künstler, Professor an der Staatlichen Akademie der Bildenden Künste Stuttgart
- Jochen Rieger (* 1956), deutscher Musiker, verbrachte seine Kindheit in Löchgau
- Peter Morscheck, Teil des Duos Morscheck & Burgmann (* 1960), deutscher Musiker, lebt seit 1994 in Löchgau
- Julian Schuster (* 1985), ehemaliger Fußballspieler (VfB Stuttgart, SC Freiburg), ist in Löchgau aufgewachsen und spielte bis zu seinem 20. Geburtstag beim FV Löchgau
- Robin Schuster (* 1987), ehemaliger Fußballspieler, Bruder von Julian Schuster